# Karolín (Volárna)
Karolín (deutsch Karolinenhof) ist eine Einschicht der Gemeinde Volárna in Tschechien. Sie liegt acht Kilometer nördlich des Stadtzentrums von Kolín und gehört zum Okres Kolín.

## Geographie
Karolín befindet sich in der Středolabské tabule (Tafelland an der mittleren Elbe). Nördlich und westlich der Ortschaft fließt der Bach Bačovka. Im Osten erhebt sich der Vrch (Friedrichsberg, 221 m n.m.). Südlich erstreckt sich das Werksgelände der TPCA, westlich der Wald Bačovský les.
Nachbarorte sind Kanín, Opolánky und Opolany im Norden, Sány und Hájky im Nordosten, Volárna im Osten, Eleonorov, Býchory und Písečný Mlýn im Südosten, Ovčáry, Františkov und Sendražice im Süden, Hradišťko I und Veltruby im Südwesten, Bačov und Velký Osek im Westen sowie Libice nad Cidlinou im Nordwesten.

## Geschichte
Der Meierhof Karolinenhof wurde nach 1862 durch den neuen Besitzer der Grundherrschaft Kolin, Franz Horsky, auf der Teichstätte des im 18. Jahrhundert abgelassenen Bačovský rybník angelegt. Horsky ließ den morastigen Grund trockenlegen und die Bačovka regulieren. Er benannte den als landwirtschaftliches Mustergut konzipierten Hof mach seiner Lebensgefährtin und späteren Frau Karoline Hartmann von Hartenthal. In den Jahren 1870–1871 ließ Horsky vom neuen Bahnhof Velký Osek der k.k. priv. Österreichischen Nordwestbahn ein vier Kilometer langes Nebengleis für den Güterverkehr zum Karolinenhof anlegen.
Zeitgleich mit der Wiener Weltausstellung präsentierte Horsky die Erfolge seiner Arbeit in der Herrschaft Kolín in einer eigenen Landwirtschaftsausstellung auf dem Karolinenhof. Am 21. Juni 1873 besuchte Kronprinz Rudolf die Ausstellung und reiste dazu mit einem Sonderzug aus Wien an. Dabei wurde das Nebengleis zum Karolinenhof das einzige Mal von einer Dampflok befahren, ansonsten wurden die Wagen mit Tierkraft bewegt.
Entsprechend dem letzten Willen des Gründers übergab Karoline Horsky von Horskysfeld den Hof 1877 ihrem verwitweten Schwiegersohn  Hans von Berlepsch, der ihn an Josef Čapek verpachtete. Im Jahre 1891 verkaufte von Berlepsch den Karolinenhof an den Besitzer der Grundherrschaft Podiebrad Philipp Ernst zu Hohenlohe-Schillingsfürst. Nach der Gründung der Tschechoslowakei wurde der Podiebrader Großgrundbesitz im Zuge der Bodenreform aufgeteilt und der verbliebene Rest 1922 an Josef Hyross d. J. verkauft. Dieser ließ große Teile der zum Karolinenhof gehörigen Gründe parzellieren und an 76 Interessenten aus Volárna und Jestřabí Lhota verkaufen.  Das Nebengleis zum Bahnhof Velký Osek wurde 1925 stillgelegt. Der Karolinenhof selbst wurde 1927 an Karel Plavec verkauft, der die verbliebenen Felder und Wälder auf maximale Ausbeute bewirtschaftete, ohne etwas zur Erhaltung des Hofes zu tun. 1929 veräußerte Plavec das heruntergewirtschaftete Gut an den Neureichen Gustav Zich, der jedoch von Beruf Weber war und über keine landwirtschaftlichen Kenntnisse verfügte. Nachdem über den verschuldeten Hof das Konkursverfahren eröffnet worden war, erhängte sich Zich im Jahre 1931. Aus der Zwangsversteigerung erwarb 1934 der Brünner Kaffeeimporteur Theodor Balač den Gutshof für seine Kinder Bohdan und Anna. Balač ließ den Hof instand setzen und die vernachlässigte Wirtschaft wieder aufrichten. Mit dem Bau der Verbindungskurve von Kanín wurde die Trasse des ehemaligen Nebengleises zum Karolinenhof unterbrochen und teilweise zerstört.
Nach dem Februarumsturz wurde die Familie Balač am 13. März 1948 enteignet und der Hof Karolín zum Staatsgut. 1952 wurde der Hof an die JZD Volárna angegliedert, die 1963 in der JZD "Nástup" Jestřabí Lhota und 1973 in der JZD "Rudý prapor" Ovčáry aufging. Nach der Samtenen Revolution wurde die JZD 1991 aufgelöst. Nach der Restitution wurde der heruntergewirtschaftete Hof einige Zeit als Polizeireitplatz genutzt. Später erfolgte wegen des fortschreitenden Verfalls der Abriss der meisten Gebäude. Übrig blieb der Torso des Horskyschen Beamtenhauses, an dessen Giebel bis 2011 noch eine Wappentafel von Philipp Ernst zu Hohenlohe-Schillingsfürst angebracht war. 2017 erfolgte auch der Abriss der letzten Teile des Hofes, an seiner Stelle soll eine Biofarm entstehen.